# Instrumentalisme
 Der er for få eller ingen kildehenvisninger i denne artikel, hvilket er et problem. Du kan hjælpe ved at angive troværdige kilder til de påstande, som fremføres i artiklen.

Instrumentalisme er en filosofisk skole, der hævder, at teorier er værktøjer eller instrumenter, der identificerer pålidelige metoder, der er fundet i og kan bruges i erfaringen. Skolen påstår dog ikke, at teorierne fortæller noget om den virkelighed, der findes bag erfaringen.